# Аліція Тхуж
Аліція Тхуж (пол. Alicja Tchórz, 13 серпня 1992) — польська плавчиня.
Учасниця Олімпійських Ігор 2012, 2016 років.
Чемпіонка Європи з плавання на короткій воді 2019 року, призерка 2015, 2017 років.